# Theodora (minerální voda)

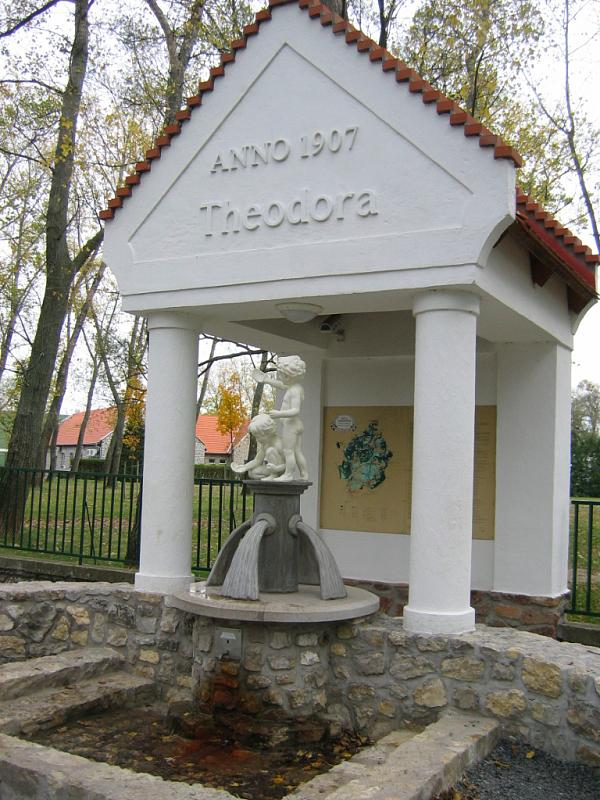
Pramen minirálky Theodora

Theodora (maďarsky Theodora ásványvíz) je minerální voda ze stejnojmenného pramene, který vyvěrá v obci Kékkút v kotlině Káli v národním parku Balatonská vysočina v zadunajské župě Veszprém. Od roku 1907 minerálku stáčí firma Kékkúti Ásványvíz Zrt., která je součástí českého holdingu Mattoni 1873.

## Chemické složení

### Theodora Kékkúti
- Vápník: 280,0 mg/l
- Hořčík: 57,0 mg/l
- Draslík: 12,9 mg/l
- Sodík: 37,0 mg/l
- Hydrogenuhličitany: 1110,0 mg/l
- Celkový obsah rozpuštěných minerálních látek: 1600,0 mg/l

### Theodora Kereki
- Vápník: 144,0 mg/l
- Hořčík: 34,4 mg/l
- Sírany: 144,0 mg/l
- Draslík: 10,0 mg/l
- Sodík: 32,0 mg/l
- Fluoridy: 1,4 mg/l
- Hydrogenuhličitany: 487,0 mg/l
- Celkový obsah rozpuštěných minerálních látek:  904,0 mg/l